# Conselho do Comando Revolucionário para a Salvação Nacional
O Conselho do Comando Revolucionário para Salvação Nacional (RCC) foi a autoridade pela qual o governo militar do Sudão, sob o general Omar al-Bashir, exercia o poder.
O RCC chegou ao poder após o golpe de Estado de junho de 1989.
O tenente-general Bashir foi o presidente do Conselho, bem como primeiro-ministro, ministro da Defesa e comandante-em-chefe das forças armadas. Todos os quinze membros do conselho eram oficiais militares. Nenhum dos regulamentos sobre a seleção e mandato de seus membros se tornaram públicos.
O RCC exerceu o poder legislativo, bem como alguma autoridade executiva. Ele nomeou comissões para redigir vários decretos legais. Não publicou nenhum regulamento interno sobre suas deliberações.
Ele baniu a atividade política, prendeu membros da oposição e fechou jornais.
O RCC si dissolvido em Outubro de 1993. Os seus poderes foram transferidos ao recém-nomeado presidente Omar al-Bashir e a Assembleia Nacional de Transição.